# 羅賓氏兵鯰
羅賓氏兵鯰，為輻鰭魚綱鯰形目美鯰科的其中一種，為熱帶淡水魚。分布於南美洲黑河上游流域，體長可達4.4公分，棲息在沙底質淺水域，生活習性不明，可做為觀賞魚。

## 扩展阅读
維基物種上的相關：羅賓氏兵鯰